# Manorma Soeknandan
Manorma Soeknandan is een Surinaams diplomaat. Van 2001 tot 2013 was ze ambassadeur in Guyana en van 2014 tot 2021 plaatsvervangend secretaris-generaal van de Caricom.

## Biografie

### Studie en start carrière
Manorma Soeknandan is oudste kind en werd in 's Lands Hospitaal in Paramaribo geboren. Ze kende een zorgeloze jeugd in het stadsdeel Leiding. Ze wilde geschiedenis leren, maar die richting werd niet aangeboden door de Anton de Kom Universiteit van Suriname (AdeKUS). Ze koos vervolgens voor rechten. Voor haar stage koos ze het ministerie van Justitie en Politie (JusPol), omdat ze graag iets met wetgeving wilde gaan doen. Daar werd ze in 1986 in dienst genomen; haar praktijkbegeleider, Jnan Adhin, werd voor haar een voorbeeldfiguur. In 1989 slaagde ze aan de AdeKUS als meester in de rechten.
Tijdens haar werk begon ze alsnog met een studie geschiedenis aan het Instituut voor de Opleiding van Leraren (IOL); haar praktijkbegeleider in dit vangebied, André Loor, geldt eveneens als een voorbeeldfiguur voor haar. Tijdens haar studie schreef ze een verslag over de Caricom. Later volgde ze nog internationale studies en diplomatie aan de Washington International University waarvoor ze afstudeerde in de graden voor master en doctor.
Begin jaren 1990 was Suriname nog geen lid van de Caricom, maar had het een waarnemersstatus. Bij JusPol bestond de behoefte aan een focal point voor Caricom-zaken en hiervoor viel de keuze op Soeknandan. Niet iedereen in Suriname was enthousiast voor de toetreding van Suriname en Soeknandan was betrokken bij sessies daarover in de samenleving. Nadat Suriname in 1995 toetrad, werd Soeknandan aangesteld als hoofd van het juridische departement van JusPol. Daarnaast vertegenwoordigt ze haar regering sindsdien op economisch en financieel gebied bij internationale bijeenkomsten en raden van de Caricom, evenals in verschillende regionale comités.

### Ambassadeur in Guyana
In 2001 trad ze aan als ambassadeur in het buurland Guyana. Daarnaast werd ze in januari 2002 geaccrediteerd voor de Caricom, die toen nog in Jamaica zetelde, evenals voor Jamaica zelf en Cuba. Ze bleef ambassadeur voor Guyana tot januari 2013 en was gedurende die periode tevens decaan van het diplomatieke korps. Ze was lid van het adviespanel van het VN-Ontwikkelingsprogramma (UNDP) voor het Human Development Report voor de Caraïben en Latijns-Amerika en was de drijvende kracht achter de oprichting van instituten, met vestiging in Suriname, te weten het Caribbean Regional Translation and Information Institute (het vertaalinstituut van de Caricom), de Caricom Competition Commission en het Caribbean Health and Safety Institution. Ook speelde ze een rol in de oprichting van de Regional Sport Academy, die eveneens in Suriname gevestigd is.

### Plaatsvervangend secretaris-generaal van de Caricom
In december 2013 werd ze gekozen tot plaatsvervangend secretaris-generaal van de Caricom en bood ze haar geloofbrieven aan secretaris-generaal Edwin Carrington aan. Ze trad aan in deze functie op februari 2014. Als ambassadeur van Guyana werd ze opgevolgd door Nisha Kurban-Baboe. In december 2020 werd ze uitgeroepen tot Caricom Energy Personality van het jaar. Eind maart 2021 maakte minister Albert Ramdin haar kandidering bekend voor de hoogste functie bij de Caricom, als secretaris-generaal. Deze functie ging uiteindelijk naar de kandidate uit Belize, Carla Barnett. Via de pers liet Soeknandan haar teleurstelling blijken over het achterblijven van lobbywerk vanuit haar eigen regering. Minister Ramdin raakte hierover misnoegd en vertelde in het tv-programma Kal Aaj Aur Kal dat hij er door aangesproken was door scheidend secretaris-generaal Irwin LaRocque. Net als LaRocque, bleef Soeknandan aan als plaatsvervangend secretaris-generaal tot augustus 2021.